# Yoo Young-jae
Dans ce nom coréen, le nom de famille, Yoo, précède le nom personnel.
Yoo Young-jae (coréen : 유영재) né le 24 janvier 1994 à Séoul, est un chanteur et danseur sud-coréen. Il est surtout connu pour avoir été un membre du boys band de K-pop B.A.P de 2012 à 2019, en tant que chanteur principal. Young-jae a commencé sa carrière en tant que soliste en avril 2019 avec la sortie de son premier mini-album Fancy.

## Biographie
Il a un frère aîné, et ses parents étaient tous deux propriétaires d'une chaîne de vêtements de mode. Il a vécu dans un foyer aisé jusqu'à la crise financière asiatique de 1997, période où sa famille a eu des difficultés financières. Ils ont vécu dans une maison-conteneur pendant un certain temps et son père quitta le foyer. Il a ensuite emménagé avec sa mère et son grand frère dans une villa à Séoul, en louant une pièce au sous-sol. Il a passé sa jeunesse à jouer à des jeux vidéo et, en sixième, il rêvait de devenir pro-gamer. Lors de sa deuxième année au collège, il a participé au spectacle de fin d'année et a chanté avec un groupe d'amis. C'est à partir de ce moment-là qu'il décide de devenir chanteur. L'année suivante, il s'inscrit dans un hagwon de musique où il commence à prendre des cours.

## Carrière
En janvier 2012, après plusieurs auditions passées auprès de la TS Entertainment, il est sélectionné pour intégrer le groupe de K-pop B.A.P en tant que chanteur principal,.
En novembre 2014, lui et les autres membres du groupe déposent une plainte contre leur agence avec comme motifs « conditions de travail anormales et répartition des bénéfices injuste ». En août 2015, l'affaire est réglée et le groupe reprend ses activités toujours sous le label TS Entertainment. En août et décembre 2018, Yong-guk et Zelo quittent le groupe et décident de ne pas renouveler leurs contrats,. Young-jae et les trois autres membres quittent également l'agence en février 2019, entraînant la dissolution de B.A.P
.
À la suite de cela, Young-jae décide de commencer une carrière en solo et sort son premier album intitulé Fancy en avril 2019. Il poursuit sa carrière solo en révélant un second album intitulé O,on, le 22 octobre 2019.

## Discographie

### Mini-albums
| Titre | Détails                                                                                | Positions        | Ventes        |
| Titre | Détails                                                                                | Gaon Album Chart | Ventes        |
| ----- | -------------------------------------------------------------------------------------- | ---------------- | ------------- |
| Fancy | - Sortie : 9 avril 2020 - Label : J World/Warner Music - Format : CD, digital download | 15               | - KOR : 4,959 |
| O,on  | - Sortie : 22 octobre 2019 - Label : DMost - Format: CD, digital download              | 20               | - KOR : 2,750 |

## Filmographie

### Séries télévisées
| Titre                | Année | Rôle          | Notes          |
| -------------------- | ----- | ------------- | -------------- |
| Kim Seul Gi Genius   | 2019  | Cheon Cha-dol | Rôle principal |
| Woman of 9.9 Billion | 2019  | Kim Seok      |                |

### Émissions de télévision
| Titre               | Année     | Rôle         | Notes                        |
| ------------------- | --------- | ------------ | ---------------------------- |
| Celebrity Bromance  | 2016      | Invité       | 5 épisodes                   |
| King of Mask Singer | 2017      | Participant  | épisode 129                  |
| The Show            | 2017–2018 | Présentateur | 17 octobre 2017 – 8 mai 2018 |
| King of Mask Singer | 2019      | Participant  | épisodes 203–204             |
| Mileage Soccer      | 2019      | Participant  | 10 épisodes                  |
| Glocal Tour         | 2019      | Invité       | épisodes 12–13               |